# Malpighia gonavensis
Malpighia gonavensis är en tvåhjärtbladig växtart som beskrevs av F. K. Meyer. Malpighia gonavensis ingår i släktet Malpighia och familjen Malpighiaceae. Inga underarter finns listade i Catalogue of Life.